# Ballonbeobachterabzeichen

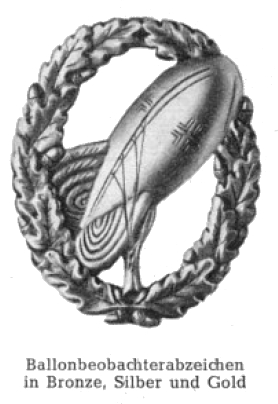
Darstellung des Ballonbeobachterabzeichens in der 57er Version

Das Ballonbeobachterabzeichen war ein Leistungsabzeichen der deutschen Wehrmacht im Zweiten Weltkrieg für die an der Front bewährten Beobachter in Fesselballons in Anerkennung ihres Einsatzes. Es konnte an Offiziere, Unteroffiziere und Mannschaften verliehen werden.

## Aussehen und Beschaffenheit
Das Abzeichen besteht aus einem hochovalen Eichenlaubkranz und zeigt mittig einen schräg nach oben weisenden zeppelinartigen Fesselballon mit Balkenkreuz sowie das im oberen Bereich angebrachte Hoheitszeichen der Wehrmacht. Das Abzeichen ist 41 mm breit, 58 mm hoch und aus Feinzink gefertigt. Getragen wurde es auf der linken Brustseite.

## Verleihungsbestimmungen
Mit der Verordnung über die Einführung des Ballonbeobachterabzeichens vom 15. Juli 1944 wurden u. a. die Verleihungsbestimmungen definiert: 
| Stufe I   | Bronze | für 20 Punkte |
| Stufe II  | Silber | für 45 Punkte |
| Stufe III | Gold   | für 75 Punkte |
Diese Punkte wurden nach bestimmten Bedingungen vergeben, so zum Beispiel für einwandfreie Aufklärung taktisch wichtiger Ziele,
a) die für die Führung von besonderer Bedeutung sind (Aufmärsche, Ansammlungen, Transportbewegungen aller Art) je Ziel 1 Punkt,
b) deren Bekämpfung durch schwere Waffen (Artillerie oder Luftwaffe) erfolgte, je Ziel 1 Punkt.
Die Verleihungsbefugnis lag beim General der Artillerie beim Chef des Generalstabes des Heeres. Die 1. Stufe wurde am 12. Dezember 1944 erstmals verliehen. Über eine Verleihung der Stufen 2 und 3 ist nichts bekannt.

## Sonstiges
Laut Gesetz über Titel, Orden und Ehrenzeichen vom 26. Juli 1957 ist das Tragen der Auszeichnung in der Version des Dritten Reiches in der Bundesrepublik Deutschland nur ohne nationalsozialistische Embleme gestattet.